# Hooker Berry
Hooker Berry, född 14 juni 2017, är en fransk varmblodig travhäst som tränas av Jean-Michel Bazire han har i perioder tränats av Franck Leblanc och han körs av Jean-Michel Bazire.
Han började tävla i september 2019 och inledde med en seger i första starten. Han har hittills under sin karriär sprungit in 902 520 euro på 45 starter, varav 12 segrar och 10 andraplatser samt 9 tredjeplatser. Karriärens hittills största seger har kommit i Prix d'Amérique (2023).
Han har också vunnit Prix Jacques de Vaulogé (2020), Prix Piérre Plazen (2020), Prix Henri Cravoisier (2020), Prix Raymond Fouard (2021), Prix de Milan (2021), Prix Ovide Moulinet (2022), Prix Robert Auvray (2022), Prix Albert Demarcq (2022), Prix Jockey (2022) och Prix du Bourbonnais (2022). Han har även kommit på andraplats i Prix Emmanuel Margouty (2019), Critérium des Jeunes (2020), Prix Kalmia (2020), Prix Albert-Viel (2020), Prix Victor Régis (2020), Prix Abel Bassigny (2020), Prix de Croix (2022) och Prix Bold Eagle (2022) samt på tredjeplats i Prix Paul-Viel (2020), Critérium des 3 ans (2020), Prix de Tonnac-Villeneuve (2021) och Prix Jean Le Gonidec (2022).
Han har tävlat mot de allra bästa i H-kullen som har gjort att de allra största titlarna har uteblivit såsom vinsterna i Critérium des Jeunes och Prix Albert-Viel som är bland de största Grupp 1-loppen för treåringarna i Frankrike.

## Statistik
| Statistik för Hooker Berry (Ref.) | Statistik för Hooker Berry (Ref.) | Statistik för Hooker Berry (Ref.) | Statistik för Hooker Berry (Ref.) | Statistik för Hooker Berry (Ref.) | Statistik för Hooker Berry (Ref.) |
| --------------------------------- | --------------------------------- | --------------------------------- | --------------------------------- | --------------------------------- | --------------------------------- |
| Starter                           | Placeringar                       | Startprissumma                    | Segerprocent                      | Platsprocent                      | Rekord                            |
| 44                                | 11-10-9                           | 902 520 euro                      | 25 %                              | 68 %                              | 1.10,5ak,                         |

### Större segrar
| År   | Lopp                    | Kusk               | Vinstbelopp | Grupp   |
| ---- | ----------------------- | ------------------ | ----------- | ------- |
| 2020 | Prix Piérre Plazen      | Jean-Michel Bazire | 54 000 EUR  | Grupp 2 |
| 2020 | Prix Jacques de Vaulogé | Jean-Michel Bazire | 54 000 EUR  | Grupp 2 |
| 2020 | Prix Henri Cravoisier   | Franck Nivard      | 36 000 EUR  | Grupp 3 |
| 2021 | Prix de Milan           | Jean-Michel Bazire | 36 000 EUR  | Grupp 3 |
| 2022 | Prix Ovide Moulinet     | Jean-Michel Bazire | 54 000 EUR  | Grupp 2 |
| 2022 | Prix Robert Auvray      | Jean-Michel Bazire | 54 000 EUR  | Grupp 2 |
| 2022 | Prix Albert Demarcq     | Jean-Michel Bazire | 54 000 EUR  | Grupp 2 |
| 2022 | Prix Jockey             | Nicolas Bazire     | 54 000 EUR  | Grupp 2 |
| 2022 | Prix du Bourbonnais     | Nicolas Bazire     | 54 000 EUR  | Grupp 2 |
| 2023 | Prix d'Amérique         | Jean-Michel Bazire | 450 000 EUR | Grupp 1 |

## Stamtavla
| Efter Booster Winner | Love You         | Coktail Jet        | Ououky Williams  |
| Efter Booster Winner | Love You         | Coktail Jet        | Armbro Glamour   |
| Efter Booster Winner | Love You         | Guilty of Love     | And Arifant      |
| Efter Booster Winner | Love You         | Guilty of Love     | Amour d’Aunou    |
| Efter Booster Winner | Quille Viretaute | Elvid de Rossignol | Sancho Panca     |
| Efter Booster Winner | Quille Viretaute | Elvid de Rossignol | Velvet Slipper   |
| Efter Booster Winner | Quille Viretaute | Aube et Vire       | Jorky            |
| Efter Booster Winner | Quille Viretaute | Aube et Vire       | Ixia du Hard     |
| Undan Osaka Berry    | Caballio in Blue | Quadrophenio       | Dekeel           |
| Undan Osaka Berry    | Caballio in Blue | Quadrophenio       | Halte a la Biche |
| Undan Osaka Berry    | Caballio in Blue | Starlette Begonia  | Bellouet         |
| Undan Osaka Berry    | Caballio in Blue | Starlette Begonia  | Ophelia Begonia  |
| Undan Osaka Berry    | Idee du Corta    | Battling Joe       | Speedy Crown     |
| Undan Osaka Berry    | Idee du Corta    | Battling Joe       | Pink Pearl       |
| Undan Osaka Berry    | Idee du Corta    | Salsa des Quartes  | Chambon P        |
| Undan Osaka Berry    | Idee du Corta    | Salsa des Quartes  | Ida la Brune     |